# مياليانو
مياليانو (بالإيطالية:  Miagliano )‏ هي بلدية في مقاطعة بييلا في إقليم بييمونتي في إيطاليا.

## السكان
في سنة 1861 بلغ عدد السكان 332 نسمة، وتطور العدد ليصل في سنة 2011 لـ 638 نسمة.
يظهر هذا المخطط البياني تطور النمو السكاني لـ مياليانو